# Goddard Space Flight Center

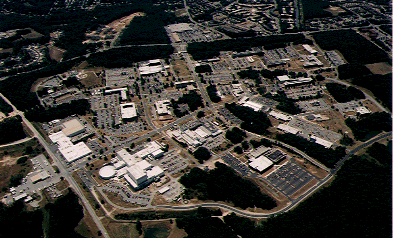
Goddard Space Flight Center.

NASA:s Goddard Space Flight Center (GSFC) ligger i Greenbelt, Maryland, USA. GSFC är ett forskningscentrum för obemannad rymdfart. 
Centret grundades 1959 och är uppkallat efter amerikanske rymdfartpionjären Robert Goddard.

## Vetenskapliga uppdrag
- Advanced Composition Explorer (ACE)
- Astro-E2
- Compton Gamma Ray Observatory (CGRO)
- Cluster II
- Cosmic Background Explorer (COBE)
- Extreme Ultraviolet Explorer (EUVE)
- Comet Nucleus Tour (CONTOUR)
- Fast Auroral Snapshot Explorer (FAST)
- Gamma-ray Large Area Space Telescope (GLAST)
- High-Energy Transient Explorer 2 (HETE-2)
- International Cometary Explorer (ICE)
- Imager for Magnetopause to Aurora Global Exploration (IMAGE)
- IMP-8
- International Ultraviolet Explorer (IUE)
- Wilkinson Microwave Anisotropy Probe spaceraft (WMAP)
- Polar spacecraft
- Ramaty High-Energy Solar Spectroscopic Imager spacecraft (RHESSI)
- Solar, Anomalous and Magnetospheric Particle Explorer (SAMPEX)
- Solar and Heliospheric Observatory (SOHO)
- Submillimeter Wave Astronomy Satellite (SWAS)
- Swift
- Thermosphere, Ionosphere, Mesosphere, Energetics and Dynamics (TIMED)
- Transition Region and Coronal Explorer (TRACE)
- Wind
- Rossi X-ray Timing Explorer (RXTE)